# ریشه‌بینیان
ریشه‌بینیان (نام علمی: Captorhinidae) نام یک تیره از رده خزندگان است.